# 巴达亚克
巴达亚克（法語：Badailhac，法語發音：[badajak]）是法国康塔尔省的一个市镇，属于欧里亚克区。

## 地理
巴达亚克（44°55'9"N, 2°37'29"E）面积12.48 平方千米，位于法国奥弗涅-罗讷-阿尔卑斯大区康塔爾省，该省份为法国中南部省份，位于法國中央高原中心，北起科雷兹省、上盧瓦爾省和多姆山省，西接洛特省和科雷兹省，南至阿韦龙省和洛特省，东临上盧瓦爾省和洛泽尔省。
与巴达亚克接壤的市镇（或旧市镇、城区）包括：卡拉、克罗德罗内斯屈埃、茹苏蒙茹、波尔米尼亚克、罗亚克、圣艾蒂安德卡拉、塞尔河畔维克。

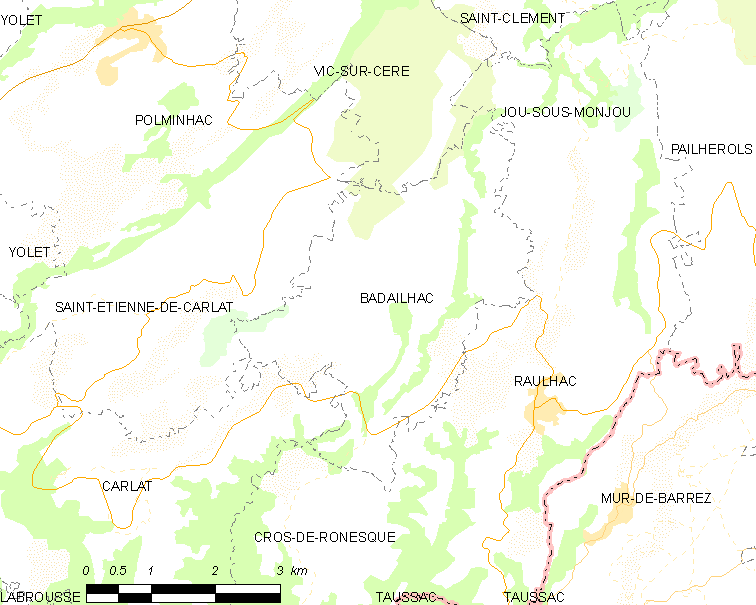
巴达亚克的OSM定位图

巴达亚克的时区为UTC+01:00、UTC+02:00（夏令时）。

## 行政
巴达亚克的邮政编码为15800，INSEE市镇编码为15017。

## 政治
巴达亚克所属的省级选区为塞尔河畔维克县。

## 人口

1962-2008年间巴达亚克人口变化图示

巴达亚克于2022年1月1日时的人口数量为130人。